# 河崎口駅
河崎口駅（かわさきぐちえき）は、鳥取県米子市河崎字中通矢倉分にある、西日本旅客鉄道（JR西日本）境線の駅である。妖怪の名前から取られた愛称は傘化け駅である。

## 歴史
- 1952年（昭和27年）7月1日：国鉄境線後藤駅 - 弓ケ浜駅間に新設[1]。旅客駅[1]。
- 1987年（昭和62年）4月1日：国鉄分割民営化に伴い、西日本旅客鉄道（JR西日本）の駅となる[1]。
- 1993年（平成5年）3月上旬：乗車駅証明書発行機設置、使用開始[2]。
- 2019年（平成31年）3月16日：車載型IC改札機により、ICカード「ICOCA」が利用可能となる。

## 駅構造
境港方面に向かって右側に単式ホーム1面1線を有する地上駅（停留所）。米子駅管理の無人駅。駅舎は無く、米子寄り出入口から直接ホームに入る形となっている。ホーム上に待合所があり、その中に自動券売機が設置されている。

## 利用状況
近年の1日平均乗降人員の推移は以下の通り。
| 乗降人員推移 | 乗降人員推移 |
| 年度         | 1日平均人数  |
| ------------ | ------------ |
| 2007年       | 382          |
| 2008年       |              |
| 2009年       |              |
| 2010年       |              |
| 2011年       | 373          |
| 2012年       | 382          |
| 2013年       | 352          |
| 2014年       | 332          |
| 2015年       | 398          |
| 2016年       | 420          |
| 2017年       | 437          |
| 2018年       | 406          |

## 駅周辺
周辺は米子市郊外の住宅地で、木造の古い家屋が多い。
- 米子浜橋郵便局
- 米子北斗中学校・高等学校
- 米子市立河崎小学校
- 米子信用金庫
- 中海テレビ放送
- 日ノ丸バス「河崎」停留所
- チュウブYAJINスタジアム

## 隣の駅
西日本旅客鉄道（JR西日本）
 境線
三本松口駅（そでひき小僧駅） - 河崎口駅（傘化け駅） - 弓ケ浜駅（あずきあらい駅）